# Star Wars: Principessa Leia
Star Wars: Principessa Leia (Star Wars: Princess Leia) è una miniserie a fumetti statunitense in cinque parti ambientata nell'universo fantascientifico di Guerre stellari scritta da Mark Waid, disegnata da Terry Dodson e inchiostrata da Jordie Bellaire. Annunciata come miniserie e uscita mensilmente insieme alle serie regolari Star Wars e Star Wars: Darth Vader, la serie è stata pubblicata negli Stati Uniti dalla Marvel Comics dal 4 marzo al 1º luglio 2015. In Italia è apparsa nella rivista mensile Star Wars della Panini Comics a partire dal 2 luglio 2015. Il volume raccoglitore è stato poi pubblicato il 9 marzo 2017.
La storia è incentrata sulla Principessa Leila subito dopo i festeggiamenti per la vittoria nella battaglia di Yavin, e si colloca tra il film Guerre stellari e L'Impero colpisce ancora.

## Trama
Dopo la vittoria nella battaglia di Yavin, la Principessa Leila apprende che l'Impero Galattico sta dando la caccia ai superstiti della distruzione del suo pianeta natale Alderaan sparsi per la galassia e vorrebbe intervenire, ma a causa della taglia sulla sua testa riceve il rifiuto da parte del generale Jan Dodonna di intraprendere missioni per conto dell'Alleanza Ribelle. Convince quindi la pilota ribelle Evaan Verlainem, anch'essa alderaaniana, ad aiutarla, e le due, insieme a R2-D2, riescono a sfuggire a Luke Skywalker e Wedge Antilles e a giungere a Naboo. Qui Leila chiede indicazioni a un suo conoscente, Lord Junn, per trovare un coro alderaaniano guidato da Pareece. Egli è l'unico membro del coro a essere informato sulla distruzione di Alderaan e impedisce agli altri di cercare di comunicare con i loro parenti, trasgredendo così alle regole di onestà e rispetto tipiche del suo pianeta natale. Ha occasione però di riscattarsi salvando Leila ed Evaan da un'imboscata tesa da Junn. Il gruppo riunito di alderaaniani lascia Naboo, ma un componente del coro, Tace, si mette in contatto con la propria sorella, Tula, ignaro del fatto che è diventata una spia imperiale.
Il gruppo sbarca su Sullust in cerca di un'enclave alderaaniana nascosta nel sottosuolo. I superstiti, guidati da Jora Astane, sono però diffidenti nei confronti dei nuovi venuti, e, quando viene intercettata una trasmissione di Tace all'incrociatore imperiale dove si trova la sorella Tula, scambiano Leila ed Evaan per agenti imperiali e le danno la caccia. R2-D2 riesce tuttavia a fomentare la fauna locale contro l'esercito imperiale sbarcato in cerca della Principessa, e a quel punto gli alderaaniani accettano di unirsi al gruppo di Leila. Convinti che tra di loro vi sia una spia, i ribelli giungono infine a smascherare Tace, ma Leila crede alla sua buona fede e si offre al comandante imperiale Dreed come pedina di scambio per poter riunire le due sorelle. Nel frattempo invia sul pianeta Espirion, abitato da alderaaniani incrociati con la popolazione locale, un'ambasciata per raggiungere un accordo sulla possibilità di ospitare tutti i profughi di Alderaan. La trattativa tuttavia fallisce a causa dell'atteggiamento riluttante di Jora Astana.
Con un'astronave camuffata da mezzo di soccorso, Evaan e il pilota ribelle Nien Nunb liberano la Principessa dal Comandante Dreed e ritornano sull'astronave in tempo per veder comparire una flotta di piccole astronavi alderaaniane rispondere all'appello e unirsi al gruppo. Gli alleati ingaggiano battaglia contro le ben più numerose forze imperiali e vengono presto schiacciati. A questo punto Leila trasmette un appello a tutti gli abitanti di Alderaan in ascolto in cui incita a combattere per difendere fino alla fine i principi e gli ideali della loro civiltà. Il discorso convince anche il capo di Espirion che scatena l'artiglieria del pianeta distruggendo lo star destroyer e disperdendo la flotta imperiale. I sopravvissuti di Alderaan possono finalmente riunirsi in un'unica comunità su Espirion e Leila nomina Evaan come loro nuova Principessa prima di tornare all'Alleanza Ribelle.

## Storia editoriale
Alla ricerca di uno scrittore, l'editor Jordan D. White contattò Mark Waid, il cui personaggio preferito era la Principessa Leila. La miniserie è uno dei tre nuovi fumetti a tema Guerre stellari della Marvel annunciati nel mese di luglio 2014, insieme a Star Wars e Star Wars: Darth Vader Si tratta di una miniserie indipendente, ma che si trova negli spillati mensili insieme alle serie regolari, al fine di offrire ai lettori un quadro più ampio e una storia più ricca.
Tutti e cinque i numeri sono stati raccolti in un'edizione cartonata, pubblicata il 3 novembre 2015, e successivamente inglobati nel volume Omnibus Heroes For a New Hope il 15 novembre 2016 assieme alle miniserie Star Wars: Chewbacca e Star Wars: Lando.
| N. | Edizione statunitense | Edizione statunitense | Edizione italiana | Edizione italiana                |
| N. | Titolo                | Data di uscita        | Titolo            | Data di uscita                   |
| -- | --------------------- | --------------------- | ----------------- | -------------------------------- |
| 1  | Part I                | 4 marzo 2015          | Parte 1           | 2 luglio 2015 su Star Wars #2    |
| 2  | Part II               | 18 marzo 2015         | Parte 2           | 3 settembre 2015 su Star Wars #3 |
| 3  | Part III              | 29 aprile 2015        | Parte 3           | 8 ottobre 2015 su Star Wars #4   |
| 4  | Part IV               | 3 giugno 2015         | Parte 4           | 5 novembre 2015 su Star Wars #5  |
| 5  | Part V                | 1º luglio 2015        | Parte 5           | 3 dicembre 2015 su Star Wars #6  |